# 石川ユウヤ
石川 ユウヤ（いしかわ ゆうや）は、日本の小説家、ライトノベル作家である。

## 来歴
2008年10月、第4回MF文庫Jライトノベル新人賞で審査員特別賞受賞した『ミサキの一発逆転！』にてデビュー。

## 作品
- MF文庫J
  - ミサキの一発逆転！
  - 鳳凰堂みりあは働かない！
  - 彼女と二人で「C」体験！
  - 四人の魔女とエメラルドのキス